# Kathleen Clifford
Kathleen Clifford (16 de fevereiro de 1887 - 28 de dezembro de 1962) foi uma atriz de teatro, vaudeville e cinema estadunidense da era do cinema mudo. Atuou em 13 filmes entre 1917 e 1932.

## Biografia
Nascida em Charlottesville, Virgínia, a carreira de Kathleen Clifford iniciou no vaudeville, como comediante. Clifford era famosa por suas imitações masculinas e era frequentemente anunciada como "The Smartest Chap in Town". Em certa época, como um imitador do sexo masculino, ela estava trabalhando com um duo com o travesti Bothwell Browne.
Em janeiro de 1907, Clifford estreou na Broadway, no Lincoln Square Theatre no musical The Bell of London Town, de J.J. e Lee Schultz. A carreira de Clifford no teatro foi prolífica, e durou até os anos 1910. Alguns dos mais notáveis papéis foram na tríade musical de 1911 Hell, Tempations e Gaby, no teatro Folies Bergère; na comédia musical de 1911-1912 Vera Violetta, no Winter Garden Theatre; na produção musical de Florenz Ziegfeld A Winsome Widow (1912); e na produção de 1916 de Harry Frazee, A Pair of Queens, ao lado do ator Edward Abeles, no Longacre Theatre.

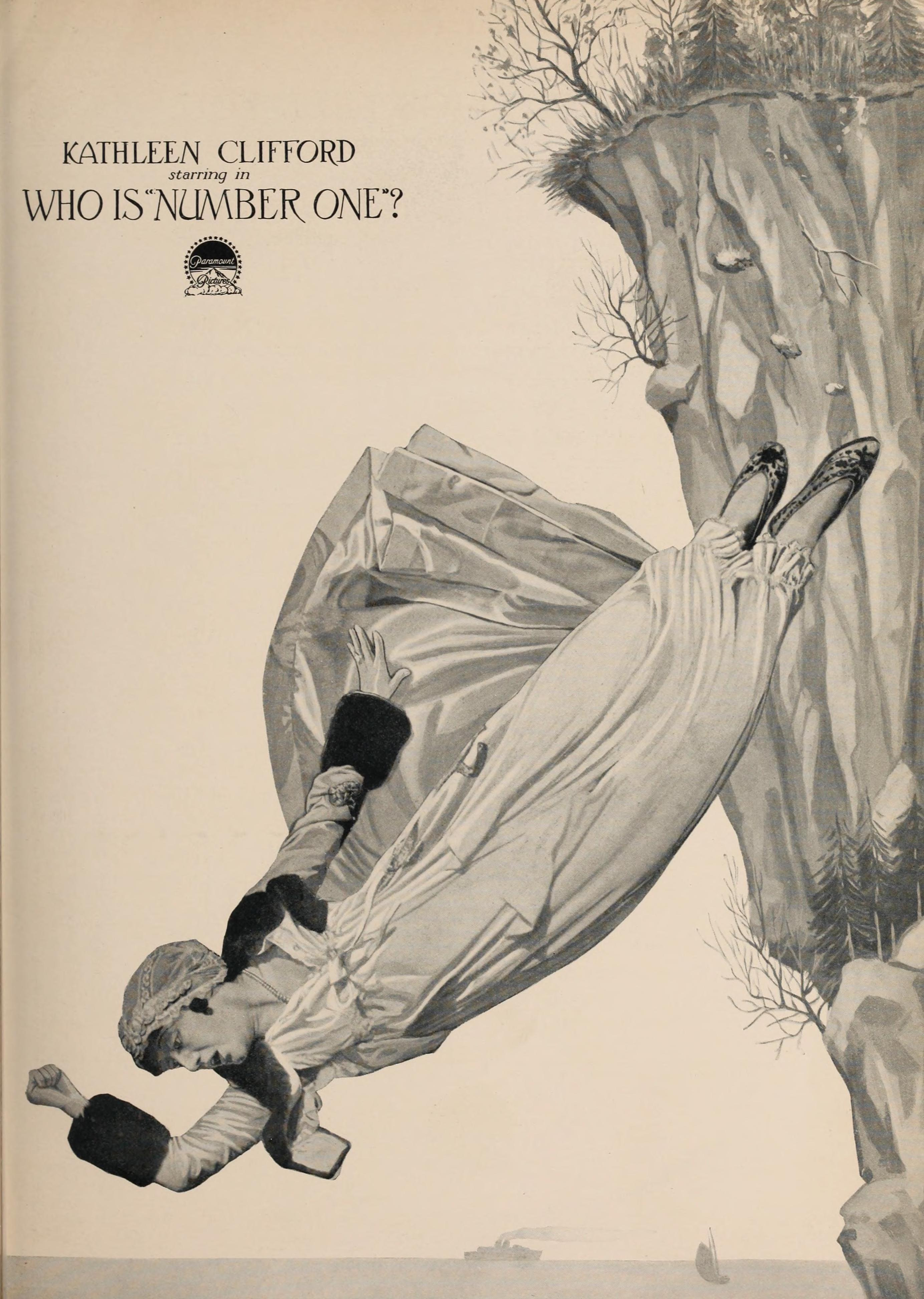
Cena do seriado Who is Number One? (1917)

Kathleen Clifford fez sua estreia no cinema em 1917, no seriado dirigido por William Bertram Who is Number One?, ao lado do ator Cullen Landis. A partir de então atuou em diversos filmes através dos anos 1910 e 1920, entre eles a comédia de 1919 When the Clouds Roll By, ao lado de Douglas Fairbanks, Sr., o drama criminal Kick In (1922), escrito por Ouida Bergère e dirigido por George Fitzmaurice , com Betty Compson, May McAvoy e Bert Lytell (1922), e no papel da rainha Berengaria, ao lado de Wallace Beery e da jovem atriz Marguerite De La Motte em Richard the Lion-Hearted (1923). O último filme mudo de Clifford foi em 1928, na comédia dirigida por James Cruze, Excess Baggage (1928), ao lado do ator William Haines.
Com o advento do cinema falado, Clifford se retirou do cinema, fazendo apenas um filme, The Bride's Bereavement, uma comédia curta ao lado de Aileen Pringle, Montagu Love, Luis Alberni e Charles Ray.
Em 1945, Kathleen Clifford escreveu um livro para crianças intitulado The Enchanted Glen: Never Trod By the Feet of Men que foi ilustrado por Kim Weed e publicado por Beverly Publishing, Los Angeles, Califórnia.
Kathleen Clifford morreu aos 75 anos em Los Angeles, Califórnia, em 1962.

## Filmografia parcial
- Who is Number One? (1917)
- The Law That Divides (1918)
- Angel Child (1919)
- When the Clouds Roll By (1919)
- Cold Steel (1921)
- Kick In (1922)
- Richard the Lion-Hearted (1923)
- No More Women (1924)
- Grandpa's Girl (1924)
- The Love Gamble (1925)
- Sporting Life (1925)
- Excess Baggage (1928)

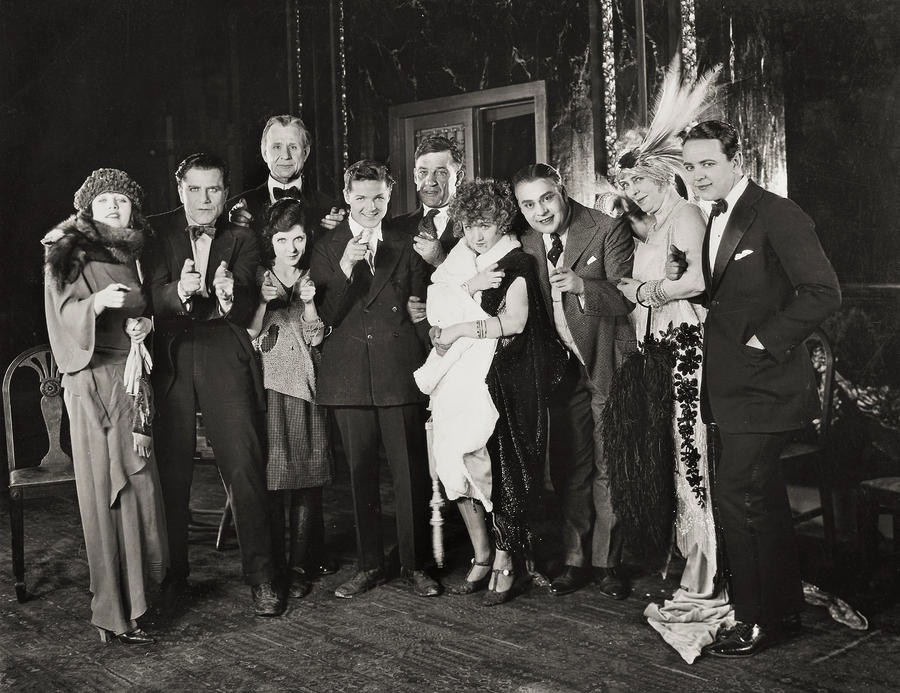
Cena do filme Kick In (1922), apresentando Betty Compson, Bert Lytell, Charles Ogle, May McAvoy, Gareth Hughes, Walter Long, Kathleen Clifford, Jed Prouty, Mayme Kelso e Robert Agnew.

- The Bride's Bereavement (título alternativo: The Snake in the Grass) (1932)

## Peças e musicais

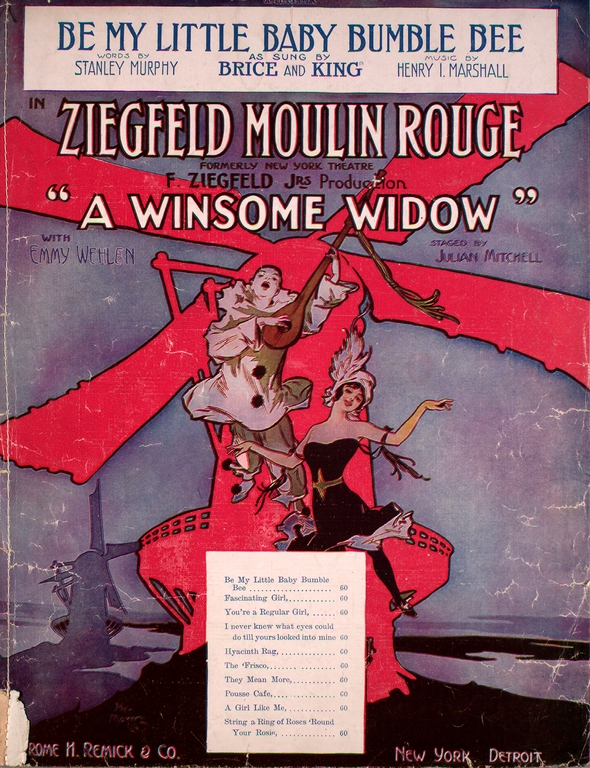
Cartaz do musical da Broadway A Winsome Widow, de 1912, estrelado por Clifford.

- Tommy Rot (Coro) – 21 de outubro a 22 de novembro de 1902
- Fad and Folly (Coro) – 27 de novembro a 27 de dezembro de 1902
- The Belle of London Town (Bety) – 28 de janeiro a 9 de fevereiro de 1907
- Fascinating Flora (Rose Gayboy) – 20 de maio a 7 de setembro de 1907
- The Top o' th' World (Maida) – 19 de outubro de 1907 a 22 de fevereiro de 1908
- The Debtors – 12 de outubro de 1909
- Hell/ Temptations/ Gaby – 27 de abril a 8 de julho de 1911
- Vera Violetta (Mlle. Angelique) – 20 de novembro de 1911 a 24 de fevereiro de 1912
- A Night with the Pierrots / Sesostra / The Whirl of Society – 5 de março a 29 de junho de 1912
- A Winsome Widow (Willie Grow) – 11 de abril a 7 de setembro de 1912
- A Pair of Queens – 29 de agosto a setembro de 1916